# Nyáryové
Nyáryové (maďarsky Nyáry, zast. slovensky Nyáryovci) byli uherský šlechtický rod. Rod Nyáry je poprvé zmiňován v roce 1411 v Peštínské župě. Později měli majetky také v Tekovské župě a od počátku 18. století také v Hontianské župě. Někdy v této době se dostali i do Kalinčiakova, kde nechali postavit kaštel, a Bohunic. Roku 1836 získal Anton Nyáry titul barona. Ovšem někdy se uvádí, že titul baron získali už roku 1533 a v roce 1632 byli povýšeni do hraběcího stavu.

## Majetek
- hrady: Korlátka
- vesnice: Borcová, Kalinčiakovo, Koválovec, Nána, Nová Ves nad Žitavou, Prietrž, Sučany